# Hemiteles hirashimai
Hemiteles hirashimai là một loài tò vò trong họ Ichneumonidae.